# Sabine Urban
Sabine Urban (* 2. Dezember 1976 in Gera, Bezirk Gera) ist eine deutsche Schauspielerin.

## Leben
Sabine Urban wuchs in ihrer Geburtsstadt Gera auf und machte dort 1995 ihr Abitur am „Karl-Theodor-Liebe-Gymnasium“. Schon zu Schulzeiten trat sie an den Bühnen der Stadt Gera in kleineren Rollen auf. Von 1995 bis 1999 absolvierte ihre Schauspielausbildung an der Hochschule für Film und Fernsehen „Konrad Wolf“ in Potsdam/Babelsberg.
Nach absolviertem Schauspiel-Diplom trat Sabine Urban 1999 ihr Anfänger-Engagement am Landestheater Detmold an, dem sie bis zum Ende der Spielzeit 2001/02 als festes Ensemblemitglied angehörte. Sie spielte in dem Drei-Sparten-Theater im Schauspiel (klassisches und modernes Repertoire) und in Musicals. Zu ihren ersten Rollen dort gehörte die Solveig im Ibsen-Stück Peer Gynt. 2001 trat sie am Landestheater Detmold u. a. als Dantons Gattin Julie in Dantons Tod, als Ottilie in Die Wahlverwandtschaften, als Viola in Was ihr wollt und im Folgejahr als Raina in Helden auf. Außerdem sang und spielte sie die Titelrolle im Musical Sweet Charity (Spielzeit 1999/2000).
Anschließend übernahm sie Gastverpflichtungen als Schauspielerin an verschiedenen Bühnen. Sie gastierte unter anderem am Anhaltischen Theater Dessau (2002), am Staatstheater Oldenburg (2003), am Theater am Kurfürstendamm (ab 2005), am Schlosstheater Celle (2008), am Theater Bremen (ab 2008), an der Komödie Winterhuder Fährhaus, am Südthüringischen Staatstheater Meiningen (2010) und auf Tournee. Dabei war sie sowohl in klassischen Schauspielrollen als auch im Musical-Repertoire zu sehen. 2011 trat sie am Grenzlandtheater Aachen als „schlagfertige“ Evelyn in Nick Walshs Komödie Genug ist nicht genug auf.
Urban stand auch für den Film und das Fernsehen vor der Kamera. Sie war in einigen TV-Serien wie Wolffs Revier, Alphateam – Die Lebensretter im OP, Die Pfefferkörner und Unter Gaunern zu sehen. Im Bremer Tatort: Im toten Winkel (Erstausstrahlung: März 2018) hatte sie einen Kurzauftritt als Krankenhausärztin.
Sabine Urban wirkte außerdem in Radio-Bremen-Hörspielen mit. Sie las Hörbücher ein und arbeitete als Sprecherin für diverse Werbe-, Over-Voice und Synchronproduktionen. Darüber hinaus steht Sabine Urban als Entertainerin mit eigenen literarischen und musikalischen Programmen (u. a. mit Texten von Erich Kästner und Mascha Kaléko) auf der Bühne. Mit dem musikalischen Schauspiel Lale-Lili-Marleen über das Leben des Sängerin Lale Andersen von Dirk Böhling hatte Urban im „piccolo teatro haventheater“ in Bremerhaven 2017 Premiere; in dieser Produktion gastiert sie dort auch in der Saison 2018/19.
2005 arbeitet sie außerdem als Coach und entwickelte u. a. Seminare für Atem- und Sprechtechnik. An der Hochschule für Musik Detmold unterrichtet sie seit 2015 als Dozentin „Bühnenpräsenz“ und „Rhetorik“ im Masterstudiengang „Musikvermittlung/Musikmanagement“.
Sie ist Botschafterin der Initiative „Bremer Leselust“. Sabine Urban lebt in Bremen, ist verheiratet und hat ein Kind. Sie ist Mitglied im Bundesverband Schauspiel (BFFS).

## Theaterengagements (Auswahl)
- 1999–2002: Landestheater Detmold (Festengagement)
- 2003: Staatstheater Oldenburg: Kassensturz; Regie: Stefan Schnell; Rolle: Hausfrau
- 2004/05: Westfälische Kammerspiele Paderborn: Ein Traum von Hochzeit; Regie: Jörg Bitterich; Rolle: Julie
- 2005: Theater am Ku’damm (mit Tournee): Rendezvous nach Ladenschluß; Regie: Frank Lorenz Engel; Rolle: Klara
- 2006/07: Komödie am Ku’damm (mit Tournee ab 2007): Schöne Überraschung[11]; Regie: Adelheid Müther; Rolle: Susan Kline
- 2007/08: Theater Bremen: Der Zauberer von Oz; Regie: Dirk Böhling; Rolle: Der Blechmann
- 2008: Schlosstheater Celle: Die Dreigroschenoper; Regie: Kalle Kubik; Rolle: Lucy
- 2008: Landestheater Detmold: Singin in the rain[12]; Regie: Dirk Böhling; Rolle: Lina Lamont
- 2009: Das Ensemble (Tournee): Jedermann[13][14]; Regie: Ellen Schwiers; Rollen: Werke, Schuldknechts Weib
- 2009/10: Theater Bremen: Pinocchio, Regie: Dirk Böhling; Rolle: Fuchs
- 2010: Staatstheater Meiningen: Ein liebender Mann; Regie: Ansgar Haag; Rolle: Frau Levetzow
- 2010/11: Theater Bremen: Mein Freund Harvey[15]; Regie: Dirk Böhling; Rolle: Betty Chumley
- 2011: Grenzlandtheater Aachen: Genug ist nicht genug; Regie: Uwe Brandt; Rolle: Evelyn
- 2018: piccolo teatro Bremerhaven: „Lale-Lili-Marleen“; Regie: Dirk Böhling

## Filmografie (Auswahl)
- 2000: Wolffs Revier (Fernsehserie, eine Folge)
- 2001: Alphateam – Die Lebensretter im OP (Fernsehserie, mehrere Folgen)
- 2010: Die Pfefferkörner (Fernsehserie, Folge Familienbande)
- 2015: Unter Gaunern (Fernsehserie, Folge Das schwarze Schaf)
- 2018: Tatort: Im toten Winkel (Fernsehreihe)
- 2022: Nord bei Nordwest – Wilde Hunde (Fernsehreihe)
- 2025: Morden im Norden (Fernsehserie, Folge Mein Herz schreit)